# Intocablues band
Intocablues band fou una banda musical valenciana d'expressió catalana centrada en el blues, el soul i el funky.
Actuaren durant la primera meitat dels 90 i publicaren dos Lp en valencià, un d'ells La Nit (1992).
Amb base a Carcaixent, en el millor moment de la banda aquesta estigué integrada per 12 músics repartits en: dos cantants, dos guitarres, secció de vent (amb almenys un saxo, un trombó de vares i una trompeta), teclats, baix i bateria. La marxa progressiva dels seus cantants inicials, la mancança d'una cobertura a la música en Català a València, les dificultats de mantindre una banda tan nombrosa i les inquietuds jazzístiques d'alguns dels seus membres conduïren a la seua desaparició, després d'una etapa marcada per un vocalista d'expressió anglesa. Entre els seus components es trobaven els germans Felip i Jesús Santandreu de Carcaixent, Paco Fum i Rafael Beltrán de Xàtiva i altres de La Costera i La Ribera Alta. y Agustinet.